# Europastraße 592
Die Europastraße 592 (kurz: E 592) ist eine Europastraße in Russland.

## Verlauf
Die Europastraße 592 beginnt in Krasnodar und endet in Dschubga.